# قرية صيد نور (جرغلان)
قرية صيد نور (بالفارسية: قریه صیدنور) هي قرية تقع في إيران في قسم جرغلان الريفي. يقدر عدد سكانها بـ 85 نسمة بحسب إحصاء 2016.